# Огайо (Нью-Йорк)
Огайо (англ. Ohio) — місто (англ. town) в США, в окрузі Геркаймер штату Нью-Йорк. Населення — 962 особи (2020).

## Демографія
Згідно з переписом 2010 року, у місті мешкали 1002 особи в 423 домогосподарствах у складі 279 родин. Було 1006 помешкань
Расовий склад населення:
| - 97,8 % — білих - 0,6 % — корінних американців - 0,6 % — азіатів - 0,2 % — чорних або афроамериканців |

До двох чи більше рас належало 0,5 %. Частка іспаномовних становила 0,7 % від усіх жителів.
За віковим діапазоном населення розподілялося таким чином: 20,0 % — особи молодші 18 років, 66,4 % — особи у віці 18—64 років, 13,6 % — особи у віці 65 років та старші. Медіана віку мешканця становила 46,9 року. На 100 осіб жіночої статі у місті припадало 104,1 чоловіків;  на 100 жінок у віці від 18 років та старших — 105,6 чоловіків також старших 18 років.
Середній дохід на одне домашнє господарство  становив 53 098 доларів США (медіана — 39 474), а середній дохід на одну сім'ю — 63 892 долари (медіана — 44 702). Медіана доходів становила 43 021 долар для чоловіків та 32 417 доларів для жінок. За межею бідності перебувало 19,1 % осіб, у тому числі 46,4 % дітей у віці до 18 років та 8,5 % осіб у віці 65 років та старших.
Цивільне працевлаштоване населення становило 369 осіб. Основні галузі зайнятості: освіта, охорона здоров'я та соціальна допомога — 22,8 %, роздрібна торгівля — 15,7 %, мистецтво, розваги та відпочинок — 13,3 %, виробництво — 13,0 %.